# Reale e Militare Ordine di San Giorgio di Tonga
Il Reale e Militare Ordine di San Giorgio è un ordine cavalleresco del regno di Tonga.

## Storia
L'Ordine è stato fondato da re George Tupou V nel 2009 al fine di ricompensare quei militari che si fossero largamente distinti al servizio del Regno di Tonga, membri del Tonga Defence Service oppure stranieri.
L'Ordine è dedicato a san Giorgio che, oltre ad essere tradizionalmente il patrono dei re di Tonga che ne assumono formalmente il nome al momento della loro ascesa al trono, è anche il patrono dell'esercito britannico, il che nell'istituzione dell'Ordine nel 2009 ha rappresentato ancora una volta una forte volontà di legame tra la monarchia tongana e il Regno Unito.

## Classi
L'Ordine dispone delle seguenti classi di benemerenza che danno diritto a dei post nominali qui indicati tra parentesi:
- Cavaliere/Dama di Gran Croce (G.C.St.G.)
- Grand'Ufficiale (G.O.St.G.)
- Commendatore (C.St.G.)
- Ufficiale (O.St.G.)
- Membro (M.St.G.)

## Insegne
- La medaglia consiste in una croce greca decussata smaltata di rosso e bordata d'oro, avente in centro un medaglione riportante in centro una miniatura a smalti raffigurante san Giorgio che uccide il drago, il tutto contornato da un anello a smalto rosso con la scritta in oro "ROYAL MILITARY ORDER OF ST. GEORGE" ("Reale e Militare Ordine di San Giorgio"). La medaglia è sostenuta al nastro tramite una corona reale di Tonga in oro.
- La placca dell'Ordine si presenta come un medaglione riportante in centro una miniatura a smalti raffigurante san Giorgio che uccide il drago, il tutto contornato da un anello a smalto rosso con la scritta in oro "ROYAL MILITARY ORDER OF ST. GEORGE" ("Reale e Militare Ordine di San Giorgio"). Il tutto è montato su una stella raggiante di forma romboidale.
- Il nastro è completamente rosso scuro.